# Den lille Pige med Svovlstikkerne (film fra 1902)
Den lille Pige med Svovlstikkerne er en britisk stumfilm fra 1902 af James Williamson.
Filmen er baseret på H.C. Andersens eventyr af samme navn.